# ThunderCats (jogo eletrônico)
ThunderCats: The Lost Eye of Thundera é um jogo de video game de Ação do gênero plataforma baseado na série animada original ThunderCats de 1985. O jogo foi lançado em 1987 pela Elite Systems Ltd para os computadores domésticos: Amstrad CPC, Commodore 64 e ZX Spectrum, e em 1988 para Amiga e Atari ST. Uma versão para o console NES foi anunciada, mas nunca foi lançada.

## Enredo
Quando o jogo começa, ao jogador é mostrado uma imagem de Mumm-Ra, o principal vilão dos Thundercats, e é dito que Mumm-Ra tem agora o "Olho de Thundera", a fonte de o poder dos Thundercats. O jogador assume o controle do personagem Lion-O e o controla através de 14 fases, enfrentando inimigos que variam de anões e morcegos, procurando o desaparecido "Olho de Thundera".

## Jogabilidade
Lion-O começa o jogo equipado com a Espada de Omens (com o Olho de Thundera ausente do punho), mas tem a opção de alternar durante o jogo entre a espada e uma arma de energia de curto alcance. Em várias fases, o Lion-O usa um veículo voador que pode disparar de maneira semelhante à arma de energia de curto alcance. As primeiras quatro fases do jogo são parte do Jardim dos Elementais, onde o jogador pode escolher a ordem em que joga cada um dos níveis temáticos, consistindo em fogo, água, ar e terra.
Cada fase tem um limite de tempo para completá-lo; quando ele expira, Mumm-Ra aparece e mais vilões e vilões parecem tornar mais difícil para Lion-O termina-la.
Não há lutas contra chefes no jogo; ao invés disso, ao completar a fase regular apenas anuncia que Tygra, Panthro ou Wily Kit foi resgatado (após certas fases) ou Mumm-Ra foi derrotado e o Olho de Thundera foi restaurado.

## Desenvolvimento
Ao obter a licença de ThunderCats, a Elite Systems contratou a Paradise Software para desenvolver um jogo baseado nela. Eles também começaram a desenvolver um jogo  internamente, no caso de Paradise não poder entregar a tempo para a data anunciada de lançamento no Natal. À medida que o prazo se aproximava, no entanto, ficou claro que nenhum dos dois jogos atenderia ao prazo.
A Elite então adquiriu um jogo de ação quase acabado intitulado Samurai Dawn da publicadora Faster Than Light, e se especula que ela modificou os gráficos para torná-lo um jogo de ThunderCats.

O trabalho nos outros dois jogos continuou, mas Elite tinha apenas a intenção de lançar um título ThunderCats. O jogo da Paradise teve o protagonista transformado em Sir Arthur e oferecido para Capcom como uma continuação de Ghosts 'n Goblins. A ideia foi rejeitada porque a Capcom já estava trabalhando em Ghouls 'n Ghosts. Assim, o jogo foi modificado novamente e lançado sob um título original, Beyond the Ice Palace. Enquanto isso, o título interno da Elite foi lançado como Bomb Jack II, apesar de ser muito diferente do primeiro jogo Bomb Jack.